# La bugia
(Cookie)
La bugia (Be Big!, nell'originale inglese) è un cortometraggio del 1931 con Stanlio e Ollio.

## Trama
Stanlio ed Ollio stanno partendo per Atlantic City con le loro mogli quando Ollio riceve una telefonata da un amico che gli comunica che stanno organizzando una festa in onore suo e di Stanlio, ma gli risponde che non saranno in grado di partecipare. Per cercare d'ingannare le loro mogli ed andare alla festa, Ollio si finge malato e le invita ad andare avanti comunque dicendogli che lui e Stanlio le raggiungeranno la mattina dopo. Ma i loro preparativi per andare alla festa si prolungano più del previsto, dato che Ollio erroneamente si è messo gli stivali di Stanlio e che non riesce più a sfilarseli. Di lì a poco le loro mogli ritornano a casa perché hanno perso il treno e, scoperto l'inganno, fanno fuoco con il fucile sul letto dove, nel frattempo, Stanlio ed Ollio si erano infilati per evitare di essere scoperti, facendo crollare una parete della stanza.

## Curiosità
Le riprese iniziarono l'8 Dicembre 1930
- È l'ultimo cortometraggio in cui compare l'attrice Anita Garvin con Stanlio e Ollio, apparirà successivamente in piccoli ruoli nei lungometraggi Avventura a Vallechiara e Noi siamo le colonne.

- Oltre al doppiaggio Rai degli anni '60 con le voci di Franco Latini (Stanlio) e Carlo Croccolo (Ollio), il cortometraggio fu doppiato già nel 1960 per il film di montaggio Le disavventure di Stanlio e Ollio con le voci di Fiorenzo Fiorentini (Stanlio) e Carlo Croccolo (Ollio) e successivamente inserito nel film di montaggio Gli allegri passaguai del 1967 e in Per qualche merendina in più. Il doppiaggio tuttavia non è integrale e manca di diverse scene.
- La regia del film fu affidata a Parrott ma i titoli di apertura attribuiscono, per scopi commerciali e pubblicitari, la direzione del corto a James W. Horne e della fotografia a George Stevens.

## Versioni alternative
Del film esistono oltre alla versione originale in inglese due versioni fonetiche, una girata in francese dal titolo Les carrottiers e un'altra in spagnolo dal titolo Los calaveras in cui Stanlio e Ollio recitano in francese e in spagnolo. Nella versione francese l'attrice Isabelle Keith viene sostituita da Germaine de Neel nel ruolo della moglie di Ollio, mentre Jean De Briac prende il posto dell'attore Baldwin Cooke nel ruolo di "Cookie", nella versione spagnola Linda Loredo interpreta la moglie di Ollio. Anita Garvin invece appare in entrambe le versioni nel ruolo della moglie di Stanlio.

## Citazioni cinematografiche
- Le disavventure di Stanlio & Ollio, montaggio includente anche il cortometraggio Un altro bel guaio.
- Gli allegri passaguai, montaggio antologico Cinehollywood includente anche i film Un nuovo imbroglio, Alchimia, Un marito servizievole, Tempo di pic-nic, I ladroni, Lavori forzati e L'eredità. Il doppiaggio è di Fiorenzo Fiorentini e Carlo Croccolo.
- Per qualche merendina in più, montaggio del 1971 includente anche I ladroni, Tempo di pic-nic e Annuncio matrimoniale.